# Diòscor d'Alexandria
Diòscor d'Alexandria (grec antic: Διόσκορος), nascut en època desconeguda, va ser patriarca d'Alexandria del 444 al 451. Va ser ardiaca de Ciril fins que l'any 444, quan Ciril va morir, va ser nomenat patriarca. Va seguir les doctrines cristològiques d'Eutiques de Constantinoble que deia que només hi havia una natura en Crist, que era la divina i mai havia tingut natura humana. Quan Eutiques va ser condemnat, Diòscor va convocar un concili a Efes l'any 449, conegut entre els catòlics com el Lladronici d'Efes o Λῃστρικὴ Σύνοδος, on va voler rehabilitar Eutiques i les seves doctrines monofisites, que després van ser condemnades al Concili de Calcedònia que es va fer dos anys després, el 451, en el que Diòscor va ser condemnat i enviat a l'exili, cosa que va provocar una gran divisió entre els fidels alexandrins. Enviat a Gangra, a Paflagònia, hi va morir el 454.